# Tú Oanh
Lê Tú Oanh (sinh ngày 2 tháng 11 năm 1968), thường được biết đến với nghệ danh Tú Oanh, là một nữ diễn viên người Việt Nam. Nổi danh qua những vai diễn trong Gặp nhau cuối tuần, song bà được biết đến nhiều hơn khi tái xuất với vai diễn bà Bích trong phim truyền hình Hương vị tình thân.

## Tiểu sử
Lê Tú Oanh sinh ngày 2 tháng 11 năm 1968. Trong gia đình làm nghề xây dựng, người nhà muốn bà theo học ngành y như một người bác ruột. Dù tập trung ôn luyện những năm trung học cho kế hoạch thì vào trường Y, nhưng khi một người bạn rủ thi thử Sân khấu điện ảnh thì bà đã đồng ý thử sức và bất ngờ trúng tuyển dù có chiều cao khiêm tốn.

## Sự nghiệp
Tú Oanh học lớp diễn viên Khóa II của Trường Đại học Sân khấu Điện ảnh Hà Nội, cùng lớp với Bùi Thạc Chuyên, Giang Còi, Chiều Xuân, Hoàng Sơn, Phạm Cường. Bà và Bùi Thạc Chuyên công khai tình cảm từ năm thứ hai và cùng nhau phát triển sự nghiệp sau này.
Tú Oanh tốt nghiệp và gia nhập Nhà hát Kịch Việt Nam cùng Bùi Thạc Chuyên và một số bạn học, vì chiều cao khiêm tốn so với vóc dáng chuẩn của đồng nghiệp tại Nhà hát, nên bà được một đạo diễn khuyên nên chuyển sang Nhà hát Tuổi Trẻ, nơi có những người có cùng vóc như Minh Hằng, Ngọc Huyền, Lan Hương, Huệ Đàn... Tú Oanh thành công với vai chính đầu tiên trong vở Trò đời của tác giả Nguyễn Khắc Phục, theo lời khuyên của chồng, bà còn học thêm đại học Mỹ thuật Công nghiệp. Bà công tác tại Nhà hát Tuổi Trẻ cho đến khi về hưu năm 2018.
Bùi Thạc Chuyên từng đạo diễn một số phim mà Tú Oanh cũng tham gia như: 12A và 4H, Bỏ vợ, Tươi tắn... Để tập trung chăm sóc gia đình và tăng thêm thu nhập, Tú Oanh đã bỏ học Mỹ thuật và dừng công việc đóng phim, bà tập trung cho công việc tại Nhà hát Tuổi Trẻ và kinh doanh một số ngành hàng. Năm 2000, Tú Oanh được mời tham gia Gặp nhau cuối tuần với chủ đề "Đi tìm hạnh phúc". Sau 15 năm vắng bóng, đến 2021, bà trở lại phim ảnh với vai bà Bích trong Hương vị tình thân và được đề cử giải VTV Awards năm 2021.
Năm 2022, Tú Oanh vào vai bà Hạnh trong bộ phim Đấu trí. Năm 2023, bà vào vai bà Phượng trong bộ phim Đừng nói khi yêu.
Năm 2024, Tú Oanh tham gia Gặp nhau cuối năm với vai diễn "Táo văn thể".

## Đời tư
Bạn thân của Tú Oanh và Bùi Thạc Chuyên quen biết nhau, chính những người bạn này đã rủ họ thi vào trường Điện ảnh. Tú Oanh và Bùi Thạc Chuyên thích nhau kể từ lúc thi tuyển nhưng đến năm thứ hai họ mới công khai tình cảm. Sau 7 năm yêu nhau, họ kết hôn và có hai người con trai, Bùi Thạc Quân và Bùi Thạc Phong.
Năm 2024, Bùi Thạc Phong, con trai thứ hai của bà, đảm nhận vai diễn Đức Lĩnh trong phim Không thời gian đang phát sóng trên VTV1.

## Tác phẩm

### Phim
| Năm  | Tác phẩm                         | Vai diễn              | Đạo diễn                                              | Kênh | Ghi chú              | Nguồn         |
| ---- | -------------------------------- | --------------------- | ----------------------------------------------------- | ---- | -------------------- | ------------- |
| 1988 | Tướng về hưu                     | Lài                   | Nguyễn Khắc Lợi                                       |      | Điện ảnh             |               |
| 1991 | Canh bạc                         | Bạn cùng phòng Mai    | Lưu Trọng Ninh                                        |      | Điện ảnh             |               |
| 1991 | Nỗi buồn vĩnh cửu                | (lồng tiếng)          | Bùi Thạc Chuyên                                       |      | Phim ngắn            | [ 8 ] [ 9 ]   |
| 1995 | 12A và 4H                        | Cúc                   | Bùi Thạc Chuyên - Trần Quốc Trọng                     | VTV1 |                      | [ 10 ] [ 11 ] |
| 1997 | Chuyện của những người đàn bà    |                       | Phi Tiến Sơn                                          | VTV3 | Điện ảnh truyền hình |               |
| 1997 | Đêm ấy có người ra đi            |                       | Trọng Liên                                            | VTV1 | Điện ảnh truyền hình |               |
| 1998 | Người về sông Thương             |                       | Nguyễn Hinh Anh                                       | VTV1 | Điện ảnh truyền hình |               |
| 1998 | Bỏ vợ                            |                       | Bùi Thạc Chuyên                                       |      | Điện ảnh truyền hình |               |
| 2000 | Tình yêu có bao giờ sai          |                       | Vũ Hồng Sơn                                           | VTV3 | Điện ảnh truyền hình |               |
| 2003 | Tinh tướng                       |                       | Phạm Thanh Phong                                      | VTV3 | Điện ảnh truyền hình |               |
| 2004 | Cái dằm                          |                       | PTP                                                   | VTV3 | Điện ảnh truyền hình |               |
| 2010 | Tươi tắn                         | Tươi                  | Bùi Thạc Chuyên                                       | VTV3 | Điện ảnh truyền hình |               |
| 2019 | Nàng dâu order                   | Giúp việc nhà Bà Loan | Bùi Quốc Việt                                         | VTV3 | Phim dài tập         |               |
| 2021 | Hương vị tình thân               | Bà Bích               | NSƯT Nguyễn Danh Dũng                                 | VTV1 | Phim dài tập         |               |
| 2022 | Đấu trí                          | Bà Hạnh               | NSƯT Nguyễn Danh Dũng, Bùi Quốc Việt, Nguyễn Đức Hiếu | VTV1 | Phim dài tập         |               |
| 2023 | Đừng nói khi yêu                 | Bà Phượng             | Bùi Tiến Huy                                          | VTV3 | Phim dài tập         |               |
| 2023 | Gia đình mình vui bất thình lình | Bà Bích               | Nguyễn Đức Hiếu, Lê Đỗ Ngọc Linh                      | VTV3 | Phim dài tập         |               |
| 2023 | Chạm vào hạnh phúc               | Bà Nhàn               | Nguyễn Mai Long                                       |      | Điện ảnh truyền hình |               |
| 2023 | Cuộc chiến không giới tuyến      | Cô Ngần               | Nguyễn Danh Dũng                                      | VTV1 | Phim dài tập         |               |
| 2023 | Tình trạng: đã ly hôn            | Dì Lan                | Nguyễn Đức Nhật Thanh                                 | HTV7 | Phim dài tập         |               |
| 2024 | Mình yêu nhau, bình yên thôi     | Bà Giang              | Lê Đỗ Ngọc Linh                                       | VTV3 | Phim dài tập         |               |
| 2024 | Hoa sữa về trong gió             | Xoài                  | Bùi Tiến Huy                                          | VTV1 | Phim dài tập         |               |
| 2024 | Mưa trên cánh bướm               | Bà Tâm                | Dương Diệu Linh                                       |      | Phim điện ảnh        |               |
| 2025 | Cầu vồng ở phía chân trời        | Bà Loan               | Vũ Minh Trí                                           | VTV3 |                      |               |
| 2025 | Gió ngang khoảng trời xanh       | Bà Xuân               | Lê Đỗ Ngọc Linh                                       | VTV3 |                      |               |

### MV ca nhạc
- Đò nghèo (karaoke)

### Sân khấu
- Đời cười 6 - Nhà ô sin
- 2024: Gặp nhau cuối năm - Táo Văn Thể

## Giải thưởng
- Đề cử VTV Awards 2021 - bà Bích : Hương vị tình thân
- Huy chương bạc.[12]